# Territorio Antartico Australiano

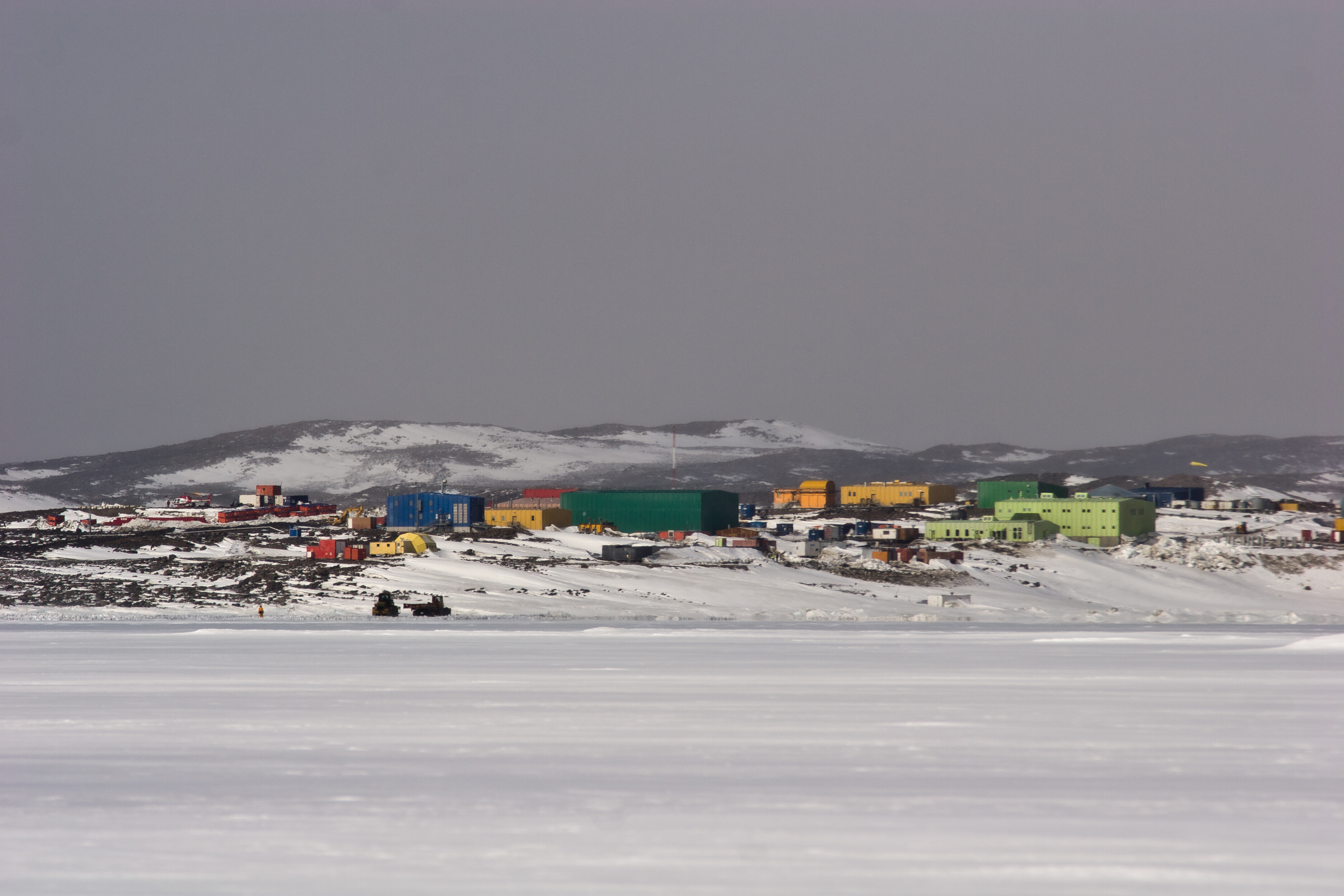
La stazione Davis

Il Territorio Antartico Australiano (in inglese Australian Antarctic Territory, AAT) è la parte dell'Antartide rivendicata dall'Australia, il più vasto territorio antartico rivendicato da un paese, formato da tutte le isole e i territori a sud del 60º parallelo Sud e tra il 44°38' meridiano Est e il 160°, ad eccezione della Terre Adélie (dal meridiano 136°11' Est fino al 142°02' Est), che divide la zona tra Territorio australiano Antartico dell'ovest (Western AAT) (la parte più vasta) e dell'est (Eastern AAT).

## Descrizione
Confinante con la Terra della Regina Maud ad ovest e con la Dipendenza di Ross ad Est, l'area è stimata intorno ai 6119818 km²; il territorio è abitato soltanto dal personale delle stazioni di ricerca; la stazione principale è Mawson Station. In base al Trattato Antartico del 1959, l'Antartide non appartiene ad alcun Paese; sono inoltre sospese tutte le rivendicazioni territoriali; lo status costituzionale interno all'Australia è poco chiaro, in quanto alcuni governi hanno considerato il territorio come parte integrante, altri come "dipendenza", che sembra essere l'orientamento attualmente prevalente. 
L'amministrazione è curata direttamente dal governo centrale, specificamente dalla Divisione Antartica Australiana del Dipartimento dell'Ambiente e del Patrimonio, che si trova a Hobart e che amministra anche le isole Heard e McDonald; la Divisione principalmente finanzia il mantenimento delle tre basi scientifiche di Mawson, Davis e Casey, ed i loro relativi progetti di ricerca.

### Suddivisioni
Il territorio comprende nove regioni geografiche, qui elencate da ovest a est:
| N° | Regione                            | Area (km²) | Limite ovest | Limite est |
| -- | ---------------------------------- | ---------- | ------------ | ---------- |
| 1  | Terra di Enderby                   |            | 044°38' E    | 056°25' E  |
| 2  | Terra di Kemp                      |            | 056°25' E    | 059°34' E  |
| 3  | Terra di Mac Robertson             |            | 059°34' E    | 072°35' E  |
| 4  | Terra della principessa Elisabetta |            | 072°35' E    | 087°43' E  |
| 5  | Terra di Guglielmo II              |            | 087°43' E    | 091°54' E  |
| 6  | Terra della regina Maria           |            | 091°54' E    | 100°30' E  |
| 7  | Terra di Wilkes                    | 2 600 000  | 100°30' E    | 136°11' E  |
| 8  | Terra di Giorgio V                 |            | 142°02' E    | 153°45' E  |
| 9  | Terra di Oates                     |            | 153°45' E    | 160°00' E  |
|    | Territorio Antartico Australiano   | 6 119 818  | 044°38' E    | 160°00' E  |

### Stazioni
Stazioni attive e chiuse nel territorio, da ovest a est:
| Stazione                            | Latitudine    | Longitudine    | Regione                                                      |
| ----------------------------------- | ------------- | -------------- | ------------------------------------------------------------ |
| Molodežnaja (Russia) (chiusa)       | 67°40'00,1" S | 45°51'00,0" E  | Terra di Enderby                                             |
| Stazione Mawson                     | 67°36'09,7" S | 62°52'25,7" E  | Terra di Mac Robertson (Mawson Coast)                        |
| Sojuz (Russia) (chiusa)             | 70°35' S      | 68°47' E       | Terra di Mac Robertson (Lars Christensen Land)               |
| Družnaja (Russia)                   | 69°44'S       | 72°42'E        | Terra della principessa Elisabetta (Ingrid Christensen Land) |
| Zhongshan (Cina)                    | 69°22'S       | 76°22'E        | Terra della principessa Elisabetta (Ingrid Christensen Land) |
| Progress (Russia)                   | 69°23' S      | 76°23' E       | Terra della principessa Elisabetta (Ingrid Christensen Land) |
| Davis                               | 68°34'35,8" S | 77°58'02,6" E  | Terra della principessa Elisabetta (Ingrid Christensen Land) |
| Platcha                             | 68°30'41,8" S | 78°30'43,6" E  | Terra della principessa Elisabetta (Ingrid Christensen Land) |
| Sovetskaja (Russia) (chiusa)        | 77°58′ S      | 89°16′ E       | Terra di Guglielmo II                                        |
| Mirnij (Russia)                     | 66°33'00,0" S | 93°01'00,1" E  | Terra della regina Maria                                     |
| Komsomolskaja (Russia) (chiusa)     | 74°05' S      | 97°29' E       | Terra della regina Maria                                     |
| Vostok (Russia)                     | 78°28' S      | 106°48'E       | Terra di Wilkes (Knox Land)                                  |
| Wilkes (chiusa)                     | 66°15'25,6" S | 110°31'32,2" E | Terra di Wilkes (Budd Land)                                  |
| Casey                               | 66°16'54,5" S | 110°31'39,4" E | Terra di Wilkes (Budd Land)                                  |
| Concordia (Dome C) (internazionale) | 75°06S        | 123°23'E       | Terra di Wilkes (Banzare Land)                               |
| Leningradskaja (Russia) (chiusa)    | 69°30'00,0" S | 159°22'59,9" E | Terra di Oates                                               |

## Storia
La Terra della Regina Vittoria fu inizialmente rivendicata dal Regno Unito il 9 gennaio 1841 mentre la Terra di Enderby nel 1930. Nel 1947, un decreto imperiale britannico trasferì i territori a sud del 60º parallelo Sud e tra il meridiano 160 W e 45 W (circa 6 milioni di km²) al Dominion dell'Australia. I confini con la Terra Adelia furono fissati definitivamente nel 1938. Nel 1947, il Regno Unito unì le isole Heard e McDonald, e le isole Macquarie al territorio. Il 13 febbraio 1954 , fu fondata la Stazione Mawson, prima base permanente australiana sul continente. Siccome l'Australia fa parte del Trattato antartico, sotto le sue disposizioni non rivendica la sovranità nazionale ma lo riconosce come proprio possedimento d'oltremare al pari dei territori antartici di Regno Unito, Francia, Norvegia e Nuova Zelanda.

## Curiosità

### Francobolli

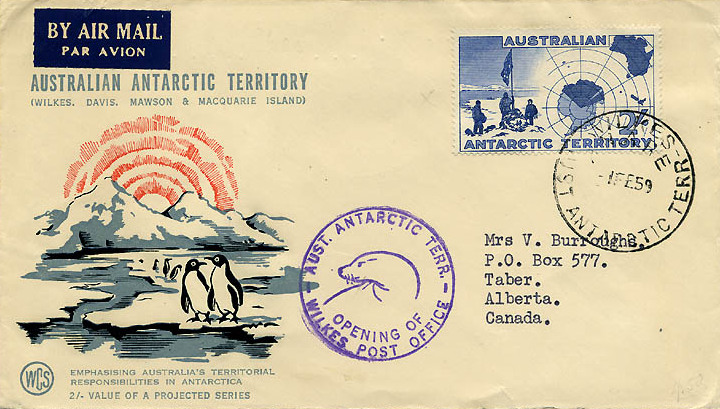
Questa busta del 1959 ricorda l'apertura dell'ufficio postale di Wilkes

L'Australia emette francobolli per il Territorio Antartico Australiano. Il primo fu emesso nel 1957, e da allora vengono emessi sporadicamente. Tutti hanno come tema l'Antartide, e sono validi in tutta l'Australia.